# Janowo (powiat kolneński)
Janowo – wieś w Polsce położona w województwie podlaskim, w powiecie kolneńskim, w gminie Kolno
Oddalona o 6 km od miasta powiatowego Kolno. Położona nad rzeką Skrodą. Obecnie około 100 domów.
| SIMC    | Nazwa       | Rodzaj    |
| ------- | ----------- | --------- |
| 0399516 | Krzywe Dęby | część wsi |
| 0399522 | Naddawki    | część wsi |
| 0399539 | Zabielnica  | część wsi |
| 0399545 | Zamarcie    | część wsi |
| 0399551 | Zamielica   | część wsi |
| 0399568 | Zamoście    | część wsi |

Wierni kościoła rzymskokatolickiego należą do parafii Najświętszego Serca Jezusowego w Łosewie.

## Historia

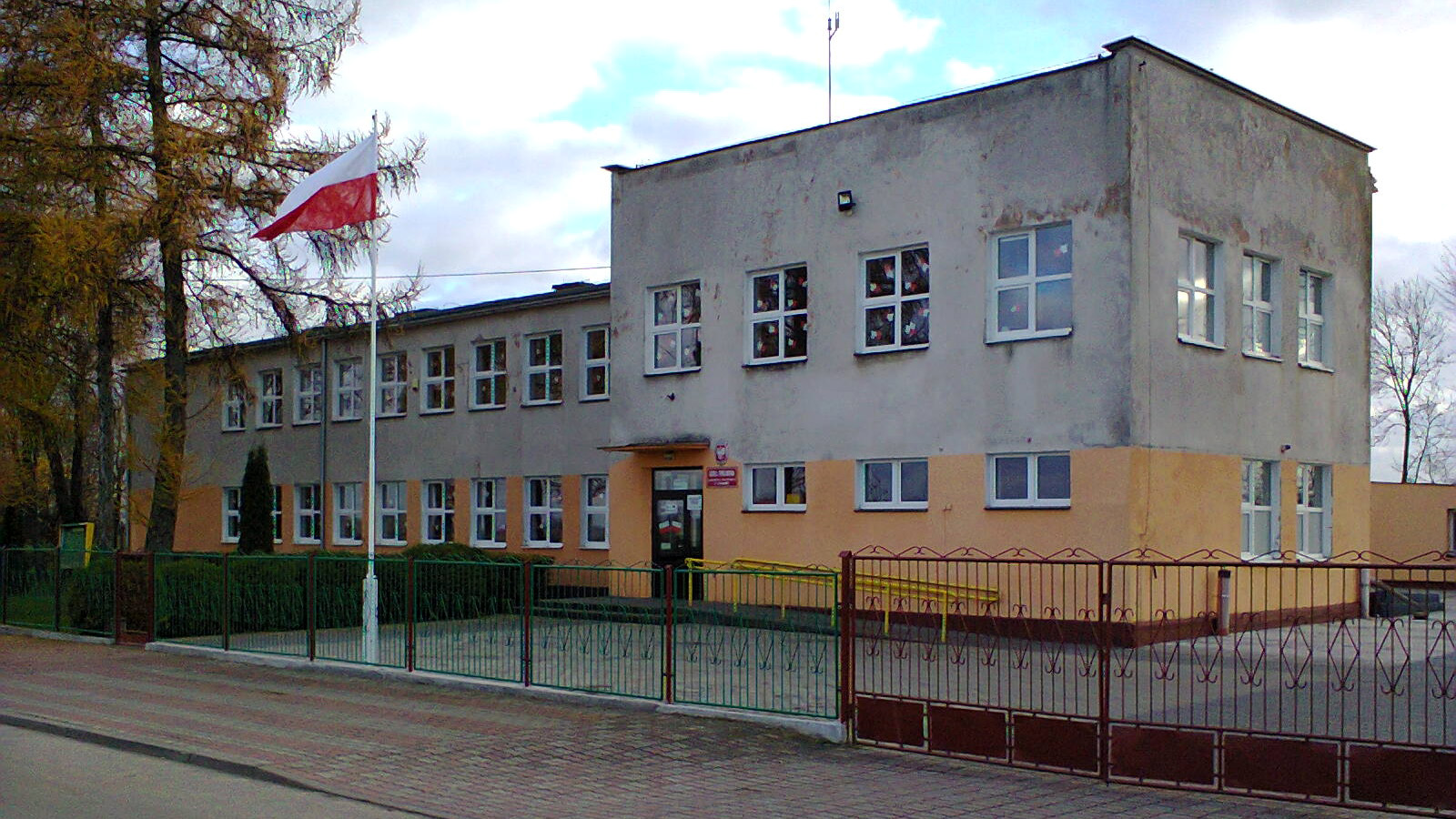
Szkoła podstawowa w Janowie

Wieś królewska położona była w drugiej połowie XVI wieku w powiecie kolneńskim ziemi łomżyńskiej województwa mazowieckiego.
W latach 1975−1998 miejscowość należała administracyjnie do województwa łomżyńskiego.
Według Powszechnego Spisu Ludności z 1921 roku zamieszkiwało we wsi (łącznie z ówczesną osadą Janowo a obecnie częścią m. Janowo – Zamościem) 584 osoby w 101 budynkach mieszkalnych. Miejscowość należała do parafii rzymskokatolickiej w m. Łosewo. Podlegała pod Sąd Grodzki w Kolnie i Okręgowy w Łomży; właściwy urząd pocztowy mieścił się w m. Mały Płock.

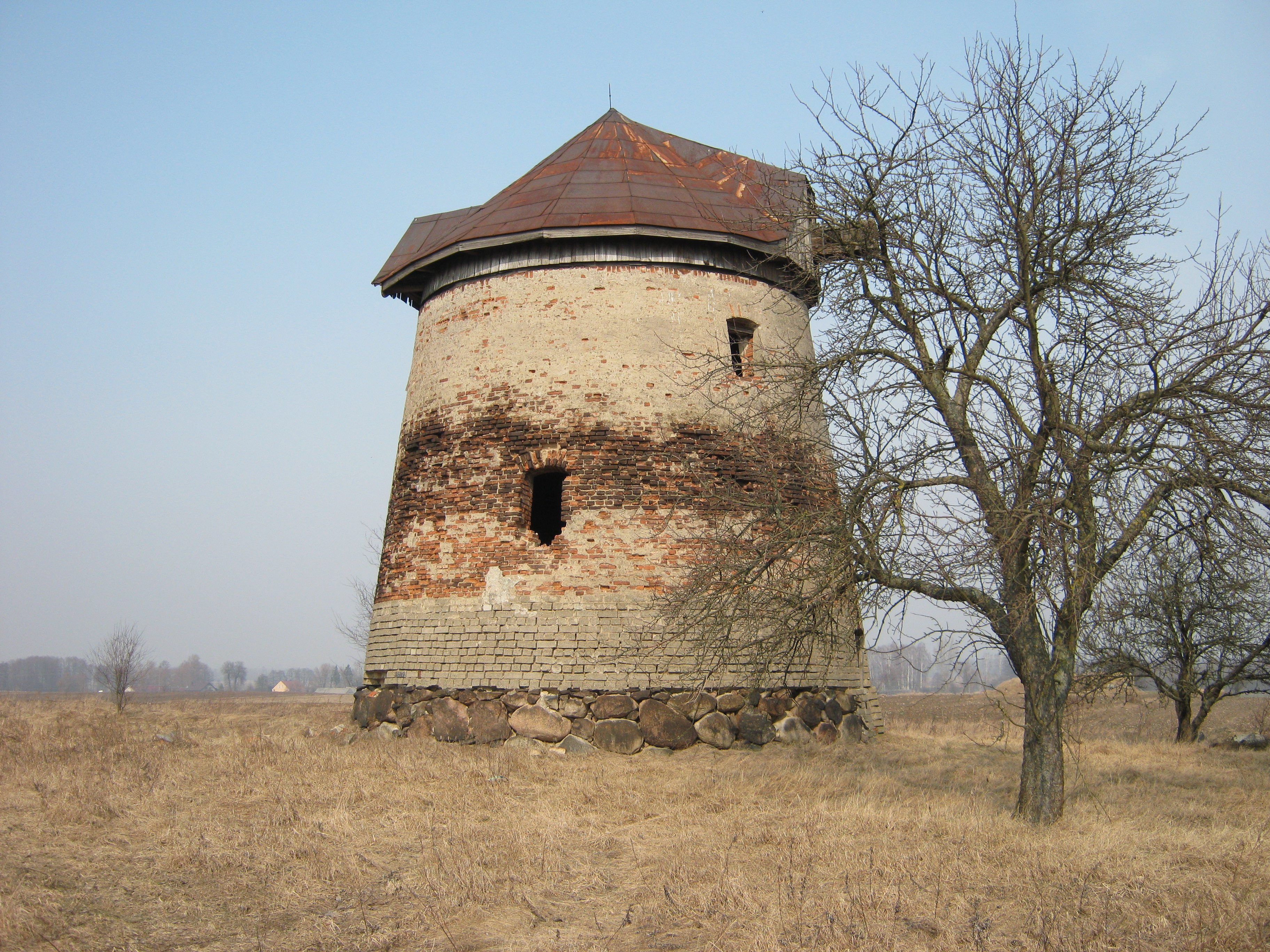
Zabytkowy młyn wiatrakowy w Janowie

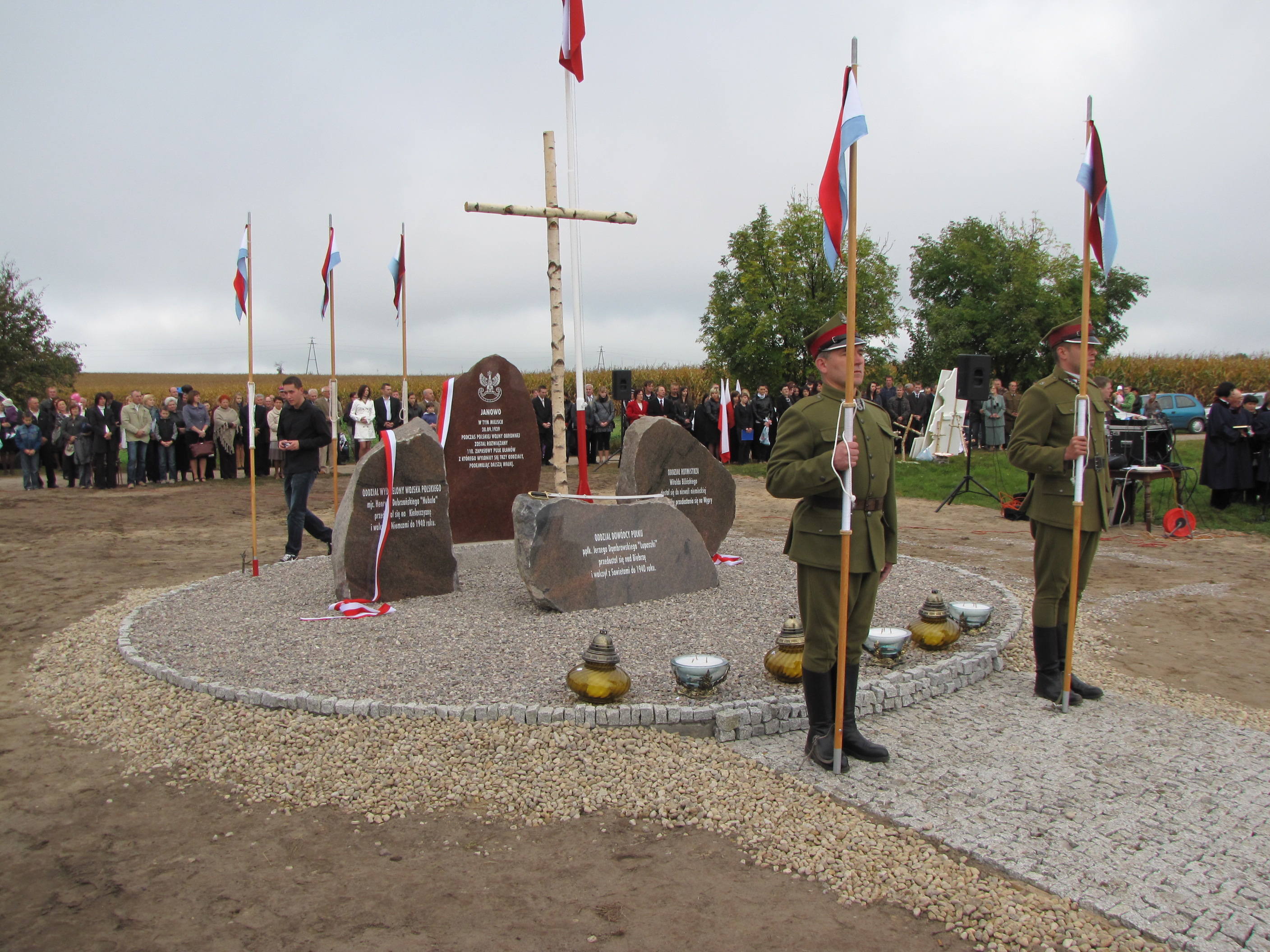
Pomnik w Janowie poświęcony 110 Rezerwowemu Pułkowi Ułanów

Wieś od 1918 roku należy do parafii Łosewo. Poprzednio należała do parafii Mały Płock.
W latach 1921–1939 wieś leżała w województwie białostockim, w powiecie kolneńskim (od 1932 w powiecie ostrołęckim), w gminie Mały Płock.